# RZA
Robert Fitzgerald Diggs, beter bekend onder zijn artiestennnaam RZA (New York, 5 juli 1969) is een Amerikaans muziekproducent, rapper en lid van de Wu-Tang Clan.
Naast het produceren en musiceren is RZA is ook actief als auteur, acteur, regisseur en scenarioschrijver.
Vrijwel alle Wu-Tang Clan albums zijn door RZA geproduceerd. Ook heeft hij albums gemaakt onder zijn alter ego Bobby Digital en was hij een van de oprichters van de rapformatie Gravediggaz, waarbij hij bekendstond onder de naam The Rzarector. In 2003 maakte hij met deephouseproducer I:Cube het nummer Can You Deal With That?.

## Filmografie

### Film
- 1997: Rhyme & Reason, als zichzelf
- 1999: Ghost Dog: The Way of the Samurai, als samurai
- 2003: Coffee and Cigarettes, als zichzelf
- 2005: Derailed, als Winston Boyko'
- 2006: Rap Sheet: Hip-Hop and the Cops, als zichzelf
- 2006: The Lather Effect, als vriend van Danny
- 2006: Rock the Bells, als zichzelf
- 2007: American Gangster, als Moses Jones
- 2007: The Box, als Duece
- 2008: Gospel Hill, als Lonnie
- 2009: Funny People, als Chuck
- 2009: Life Is Hot in Cracktown, als Samy
- 2010: Repo Men, als T-Bone
- 2010: Due Date, als vliegveldmedewerker
- 2010: The Next Three Days, als Mouss
- 2011: A Very Harold & Kumar 3D Christmas, als Lamar
- 2012: The Man with the Iron Fists, als Blacksmith
- 2013: G.I. Joe: Retaliation, als Blind Master
- 2013: Tom Yum Goong 2, als meneer LC
- 2014: Brick Mansions, als Tremaine Alexander
- 2015: The Man with the Iron Fists 2, als Blacksmith
- 2015: Mr. Right, als Steven
- 2015: AWOL-72, als Adams
- 2016: Popstar: Never Stop Never Stopping, als zichzelf
- 2018: Thriller, als directeur Hurd
- 2018: Mustafukaz, als Shakespeare (stemrol)
- 2019: The Dead Don't Die, als Dean
- 2020: Life in a Year, als Ron
- 2020: Hard Luck Love Song, als Louis
- 2021: Nobody, als Harry Mansell
- 2021: Clean, als Kurtis
- 2021: King of Cool, als zichzelf
- 2022: Minions: The Rise of Gru, als motorrijder (stemrol)
- 2023: Problemista, als Bobby
- 2025: Nobody 2, als Harry Mansell

### Televisie
- 2004: America's Next Top Model, als zichzelf
- 2009: Afro Samurai: Resurrection, als dj (stemrol)
- 2010: Outlaw, als Greg Beals
- 2012: Californication, als samurai apocalypse
- 2013: Robot Chicken, als verschillende personages (stemrol)
- 2014: Gang Related, als agent Cassius Green
- 2017: The Simpsons, als zichzelf (stemrol)
- 2017: Snowfall, als Swim
- 2018: Fresh Off the Boat, als zichzelf
- 2019: Daybreak, als zichzelf
- 2022: The Tiny Chef Show, als zichzelf